# Толчёновы
Толчёновы — купеческая династия в Российской империи, происходящая из города Дмитрова. Преимущественно занималась купечеством в Дмитрове, Москве и Санкт-Петербурге. Была широко известна в XVIII—XIX веках.

## История
Толчёновы считались самой известной купеческой династией в Дмитрове. Родоначальником династии принято считать Григория Андреевича Толчёнова, по сохранившейся Сотной выписи 1624 года города Дмитрова. Он владел двором на Красильной улице и лавкой с харчевней в посаде и принадлежал к числу «лучших» людей Дмитрова. Он первым в роду основал мануфактуру в городе.
Г. А. Толчёнов смог накопить большое количество денег, и в будущем его потомки, в частности Степан Борисович Толчёнов и его компаньоны были отправлены в Санкт-Петербург для организации торговли хлебом. С. Б. Толчёнов не рвёт торговые связи с Дмитровом и возвращается обратно.

### Усадьба Толчёновых

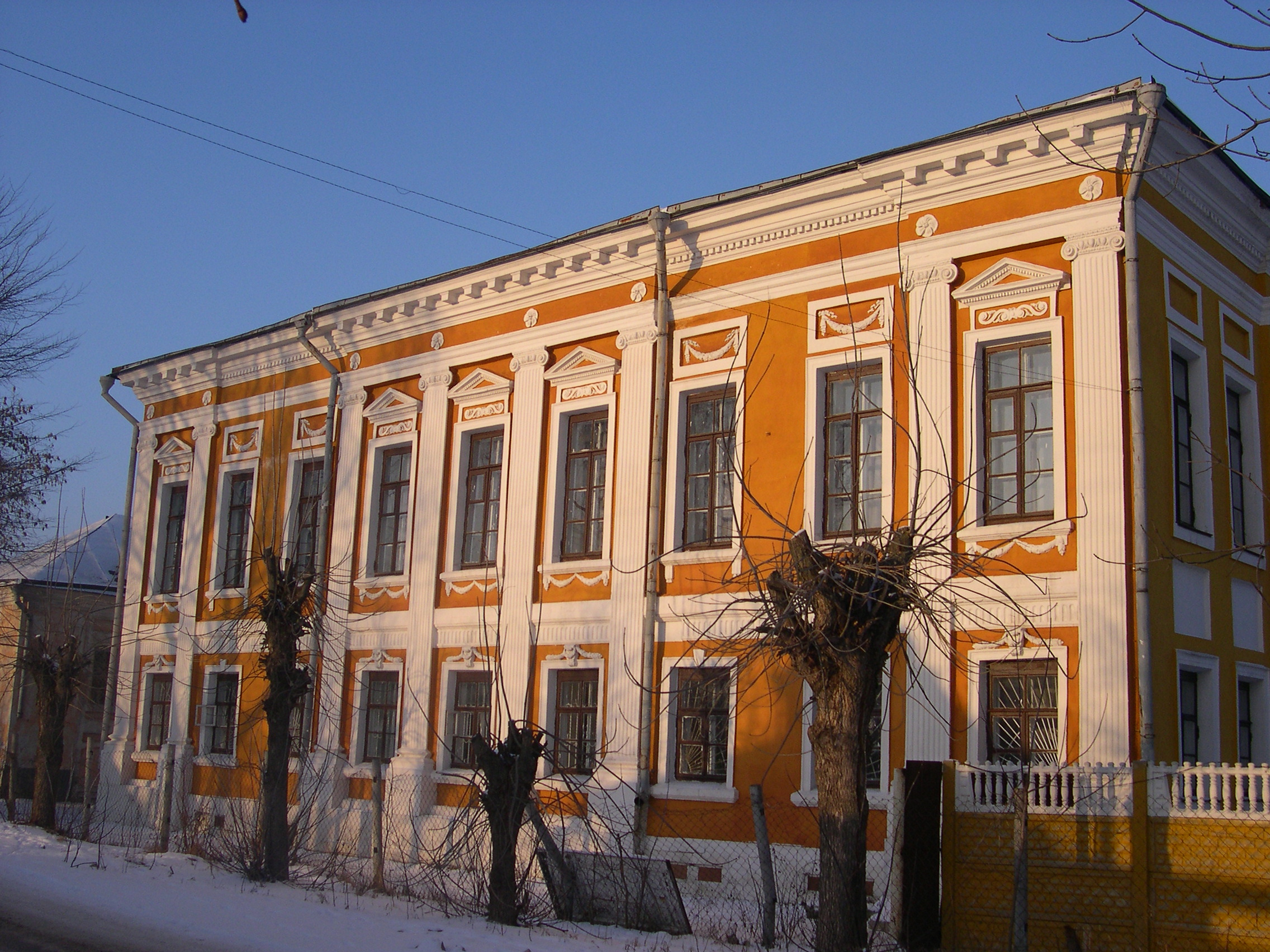
Усадьба Толчёновых. Главный дом.

Известность Толчёновы получили в конце XVIII века, когда Толчёновы зарабатывали на продаже хлеба. Популярный учёный-историк Г. Ф. Миллер писал в 1779 году во время своей поездки в Дмитров:
Первейший купец Алексей Ильин сын Толченов с сыном составляют первую гильдию. Они платят с обращающегося у них в торгу ими самими объявленного капитала по 200 рублей. Сей самый строит собственным коштом недоконченную церковь во имя Святителя Дмитрия Ростовского.
Иван Алексеевич Толчёнов (1754—1825) — строитель, участвовавший в создании жилых домов в Дмитрове. В 1785 году он заложил одну из первых каменных жилых построек в городе — каменный дом усадьбы на Клинской улице (сейчас Старо-Рогачёвской). Иван Алексеевич был автором личного дневника «Журнал или записка жизни и приключений И. А. Толченова». Этот дневник позволил проследить некоторые важные моменты в истории развития города и городского купечества. Он описывал многие события в периоде с последней трети XVIII — начала XIX века. Записи «Журнала» заканчиваются в 1812 году.
Особое внимание Иван Алексеевич в своём дневнике уделял личному каменному 2-этажному дому, который впоследствии стал самым красивым в Дмитрове. И. А. Толчёнов в разделе «Достопамятности» описал строительство своего дома так: «В сем году начал постройку каменного дому» (1785 года). В последующих записях И. А. Толчёнов описывает устройство самой усадьбы и его отделку.
В некоторый период времени у Ивана Алексеевича возникли сложные времена, когда он был на грани от разорения. Из-за больших рисков и небольшого торгового капитала ему пришлось продать свои личные дома, в том числе усадьбу на Клинской улице в 1896 году собственнику суконной мануфактуры и городскому голове Тугаринову Ивану Артемьевичу, который заменил И. А. Толчёнова на этом посту. После продажи всего имущество он переехал в Москву.
В 1812 году Иван Алексеевич написал последнюю запись в своём «Журнале». По ней учёные предполагают, что он уехал в столицу Российской империи — Санкт-Петербург, из-за надвигающейся опасности от армии Наполеона.
В XVII веке в Дмитрове было нескольких купцов из династии Толчёновых разных гильдий.. Иван Алексеевич Толчёнов — купец 1-й гильдии, и его двоюродный брат — Александр Петрович Толчёнов, тоже купец 1-й гильдии. Иван Семёнович Толчёнов был купцом 2-й гильдии и имел большой особняк, более известный как «дом Титова — Емельянова». Был и в городе дом Толчёновых, который принадлежал им около 90 лет — «круглый Толчёнов дом».
В XVIII веке И. А. Толчёнов обанкротился, подвёв итог в своём журнале:
В сем году принужден я сделался разстаться с любезным отечеством своим, городом Дмитровым, в коем 42 года с лишним препровел жизни своей, в нем родился; вырос … десять лет и сам торговал успешно и с пользою и на приращенную торговлею сумму выстроил прекрасный каменный дом, оранжереи, имел сады, рыбную ловлю, хорошую услугу и всего оного лишил себя и невинное семейство свое излишною роскошью и беспечностию о делах своих, прибавя к тому и некоторые потери по Петербургу и таким образом из почтенного звания первого по городу купца дошел до звания презрительного, а из прекрасного дому переселился жить в темные и беспокойные покои, в московскую квартиру.
В середине XIX века в Дмитрове появились другие предприниматели и купеческие династии, потому Толчёновы не смогли удержаться на высокой планке и постепенно уходили из купеческого и промышленного дела. В XX столетии некоторые из членов династии Толчёновых занимались купечеством в Москве и Санкт-Петербурге.

## Благотворительность
В самом Дмитрове начался большой экономический подъём, и некоторые богатые купеческие династии вкладывали огромные деньги на строительство приходских церквей. Так, был заключён союз с Толчёновыми и Лошкиными. Благодаря ему была построена Благовещенская церковь совместно с Ф. К. Макаровым и А. И. Толчёновым.
Иван Алексеевич Толчёнов был городским головой Дмитрова, благотворителем и купцом. Он пожертвовал 2 тысячи рублей на капитальный ремонт городского Успенского собора, который ему вернули после его разорения. Также на его деньги была построена колокольня Введенской церкви. На перестройку из деревянной в каменную Введенскую церковь его семья также внесла вклад.